# Luis Antonio Moreno
Luis Antonio Moreno Huila (Jamundí, Valle del Cauca; 25 de diciembre de 1970) es un exfutbolista colombiano. Fue unos de los jugadores de la Selección Colombia en el Mundial de 1998 en Francia. Es padre del futbolista José Luis Moreno, actual jugador del Once Caldas, canterano del América de Cali y de Once Caldas

## Selección nacional
Sus buenas actuaciones con el Deportes Tolima le valió para ser convocado por Hernán Darío Gómez a la Selección Colombia para las Eliminatorias de Francia 1998, donde fue titular en ocho oportunidades y tuvo una actuación destacada, e integró el equipo que participó en el Mundial de Francia 1998, siendo inicial en el partido ante Inglaterra donde el equipo colombiano cayó 2-0.

### Participaciones enCopas América
| Torneo            | Sede    | Resultado        | PJ | GA | Asis |
| ----------------- | ------- | ---------------- | -- | -- | ---- |
| Copa América 1997 | Bolivia | Cuartos de final | 3  | 0  | 0    |

### Participaciones enEliminatorias al Mundial
| Eliminatoria                          | Sede del Mundial | Posición      | Resultado   | PJ | GA | Asis |
| ------------------------------------- | ---------------- | ------------- | ----------- | -- | -- | ---- |
| Eliminatorias Mundial de Francia 1998 | Francia          | 3°lugar 28pts | Clasificado | 7  | 0  | 0    |

### Participaciones enCopas del Mundo
| Mundial                 | Sede    | Resultado      | PJ | GA | Asis |
| ----------------------- | ------- | -------------- | -- | -- | ---- |
| Mundial de Francia 1998 | Francia | Fase de grupos | 1  | 0  | 0    |

## Clubes
| Club            | País     | Año         |
| --------------- | -------- | ----------- |
| América de Cali | Colombia | 1989 - 1994 |
| Deportes Tolima | Colombia | 1995 - 2001 |

### Campeonatos nacionales
| Título           | Club            | País     | Año  |
| ---------------- | --------------- | -------- | ---- |
| Primera División | América de Cali | Colombia | 1990 |
| Primera División | América de Cali | Colombia | 1992 |